# جوائز معرض القاهرة الدولي للكتاب
تقدم وزارة الثقافة المصرية ممثلة في المجلس الأعلى للثقافة جوائز مالية سنوية للمبدعين في معرض القاهرة الدولي للكتاب.

## النشأة
أنشأت وزارة الثقافة المصرية جوائز للمبدعين والباحثين في مجالات الأدب والثقافة والنشر في معرض القاهرة للكتاب، وتنقسم جوائز المعرض إلى 11 فرع، منها تسعة للكبار تتمثل في: الرواية، القصة القصيرة، شعر الفصحى، شعر العامية، المسرح، النقد الأدبى، الدراسات الإنسانية، الطفل، الكتاب العلمي، وفرعين للشباب تحت سن 35 هما الإبداع الأدبي والعلوم الإنسانية.
إضافة إلى ما سبق من الجوائز، فهناك 6 جوائز أخرى تمنح مناصفة بين الهيئة المصرية العامة للكتاب وهيئات أخرى وتتمثل بالجوائز التالية: جائزة أفضل كتاب في التراث مع دار الكتب، وجائزو أفضل كتاب مترجم، وجائزة أفضل كتاب مترجم للطفل مع المركز القومي للترجمة، وجائزة أفضل كتاب في مجال التأليف المسرحي مع أكاديمية الفنون، وجائزة أفضل ناشر مصري، مناصفة مع اتحاد الناشرين المصريين، وجائزة أفضل ناشر عربي مناصفة مع اتحاد الناشرين العرب والتي تم إضافتها حديثاً عام 2022.

## قيمة الجوائز
تبلغ قيمة كل جائزة في كل قسم 40 ألف جنيه مصري خاصة بكل فرع من فروع الجائزة، وبمجموع كلي 480 ألف جنيه تقريباً.

## شروط الترشح
يشترط أن يكون المؤلف مصري الجنسية ماعدا فرع أفضل ناشر عربي، وأن يكون الكتاب المرشح للجائزة في نفس إصدار السنة ولا يكون مترجمًا باستثناء الأفرع الخاصة بالترجمة، ويقوم المؤلف بإرسال 3 نسخ من الكتاب مع صورة مع بطاقته التعريفة إلى مقر هيئة المسابقة، ويوقع على التعهد اللازم بأن الكتاب المتقدم للترشيح هو الطبعة الأولى وأنه لم يفز بالجائزة في الثلاث سنوات المنقضية.

## الفائزون

### 2020
| الفئة                 | الاسم                      | العمل الفائز                                                       |
| --------------------- | -------------------------- | ------------------------------------------------------------------ |
| الرواية               | مي خالد                    | تمار                                                               |
| القصة القصيرة         | محمد لطفي جبريل            | مدار القلب                                                         |
| شعر الفصحى            | حسن شهاب الدين             | كأول شاعر في الأرض                                                 |
| شعر العامية           | محمد ماجد يوسف             | القلوب عند بعضها /طبقات الخيل                                      |
| الفنون                | رضوى زكي                   | إرث الحجر.. سيرة الآثار المنقولة في عمارة القاهرة الإسلامية        |
| الطفل                 | عبير محمد أنور             | خطابات سرية                                                        |
| الكتابة الأفريقية     | عواطف محمد عبد الرحمن      | الصحافة والإعلام الإفريقي                                          |
| الرواية البوليسية     | محمد السنور                | عضوية لويز                                                         |
| المسرح                | محمد أبوالعلا السلاموني    | هكذا تتكلم داعش.. تراجيديا فقه الخلافة والغزو والجهاد              |
| الكتاب العلمي         | د. هشام السيد عنين         | هندسة الصوت من الهوية الاحتراف سينما إذاعة تليفزيون                |
| النقد الأدبي          | محمد محمد عبد الحميد       | اتجاهات السرد في الرواية المصرية المعاصرة                          |
| تحقيق التراث          | محمود مهدي بدوي            | المعنى لابن البيطار                                                |
| أفضل كتاب مترجم عام   | د. عبد الجواد خليفة أبوزيد | كتاب "العلاج المعرفي السلوكي" تأليف مايكل نينا ويندي درايدن        |
| أفضل كتاب مترجم للطفل | هبة سمير المطراوي          | كتاب "الصياد" من تأليف جاو لي هونغ                                 |
| الإبداع الأدبي        | نهى صبحي                   | أصفاد الروح                                                        |
| العلوم الإنسانية      | إيمان محمد عبدالله         | المسرح والمجتمع من النهضة إلى ثورة 1919                            |
| شخصية المعرض          | الكاتب والمفكر جمال حمدان  | تم تكريمه بجائزة شرفية وتم تسليم الجائزة لأسرة الفقيد بالنيابة عنه |
| أفضل دار نشر          | دار الكرمة للنشر والتوزيع  | لا يوجد                                                            |
| أفضل جناح لدار نشر    | عصير الكتب للنشر والتوزيع  | لا يوجد                                                            |

### 2021
| الفئة                                     | الاسم                        | العمل الفائز                                                                |
| ----------------------------------------- | ---------------------------- | --------------------------------------------------------------------------- |
| الرواية                                   | أشرف العشماوي                | صالة أورفانيللي                                                             |
| القصة القصيرة                             | هيثم الورداني                | ما لا يمكن إصلاحه                                                           |
| شعر الفصحى                                | محمد سالم                    | سيرة ذاتية لرجل تافه ووحيد                                                  |
| شعر العامية                               | محسن محمد                    | مفيش رقم بيرد                                                               |
| المسرح                                    | السيد فهيم                   | حزام ناسف                                                                   |
| الكتاب العلمي                             | محمد يحيى                    | علم الخيال                                                                  |
| النقد الأدبي                              | منير فوزي                    | تحليل الخطاب الثقافي.. قراءات نقدية في نصوص معاصرة                          |
| الدراسات الإنسانية                        | أسامة الفرماوي               | عروسة المولد في قويسنا دراسة في الثقافة المادية                             |
| أفضل كتاب مترجم للطفل                     | كريم بهاء الدين عفيفي        | انتظر يا صديقي                                                              |
| الإبداع الأدبي                            | كريم البشلاوي                | حين طار الطاووس إلى باريس                                                   |
| العلوم الإنسانية                          | مينا عادل جيد                | كنت طفلاً قبطيًا في المنيا                                                    |
| التراث مع دار الكتب                       | د. عبد الرازق حويزي          | المخزون والدرر المنظوم لأبي الفضل الميكالي                                  |
| أفضل كتاب مترجم                           | - عصام الشربيني - مصطفى عبيد | - النيل.. مدن وحضارات على ضفاف نهر - توماس راسل: حكمدار القاهرة 1902 - 1946 |
| جائزة السينما بالتعاون مع اكاديمية الفنون | المخرج علي بدرخان            | ثلاثية صناعة الفيلم                                                         |
| أفضل دار نشر                              | دار كيان                     | لا يوجد                                                                     |

### 2022
| الفئة                 | الاسم                                                       | العمل الفائز                                                       |
| --------------------- | ----------------------------------------------------------- | ------------------------------------------------------------------ |
| الرواية               | أحمد مجدي محمد                                              | موت منظم                                                           |
| القصة القصيرة         | حسن عبد الموجود                                             | البشر والسحالي                                                     |
| شعر الفصحى            | عبيد عباس عبيد                                              | عن موت سائق الدراجة                                                |
| شعر العامية           | سعيد حامد عبد السلام                                        | شجر النبي                                                          |
| المسرح                | وائل السمري                                                 | كما لا ترون                                                        |
| الكتاب العلمي         | أحمد عبد الحميد طه                                          | القدم السكري                                                       |
| النقد الأدبي          | شعبان عبد الحكيم محمد                                       | رحلة في فكر الناقد العربي ومقترح لقراءة النص                       |
| الدراسات الإنسانية    | إيهاب الملاح                                                | طه حسين.. تجديد ذكرى عميد الأدب العربي                             |
| الطفل                 | - هشام محمد السيد (الكاتب) - نعمة نجيب زيدان (الرسام)       | حفل تنكري                                                          |
| جائزة خاصة للطفل      | سماح أبو بكر عزت                                            | قتال لا تعرف المحال                                                |
| أفضل كتاب مترجم للطفل | كريم بهاء الدين عفيفي                                       | انتظر يا صديقي                                                     |
| الإبداع الأدبي        | سماح سعيد الوكيل                                            | البناء السردي في روايات يعد مكاوي                                  |
| العلوم الإنسانية      | مينا عادل جيد                                               | كنت طفلاً قبطيًا في المنيا                                           |
| التراث مع دار الكتب   | - أحمد بيومي - محمد صلاح حلمي                               | تأسيس النظر في اختلاف الأئمة للقاضي الإمام أبي يزيد الألوسي الحنفي |
| أفضل كتاب مترجم       | - أميرة علي عبد الصادق - يحيى مختار - إسراء صابر - أية فؤاد | - الكون: عوالم محتملة - اقتصاديات دول ومناطق الحزام والطريق        |
| أفضل كتاب مترجم للطفل | - ياسمين ناصر حسين - عمر منصور عبد المطلب                   | - اصنع لحلمك جناحين - لكل ضوء بريق                                 |
| أفضل ناشر مصري        | دار الكنزي للنشر والتوزيع                                   | لا يوجد                                                            |
| أفضل ناشر عربي        | مركز دراسات الوحدة العربية                                  | لا يوجد                                                            |

## معرض الصور

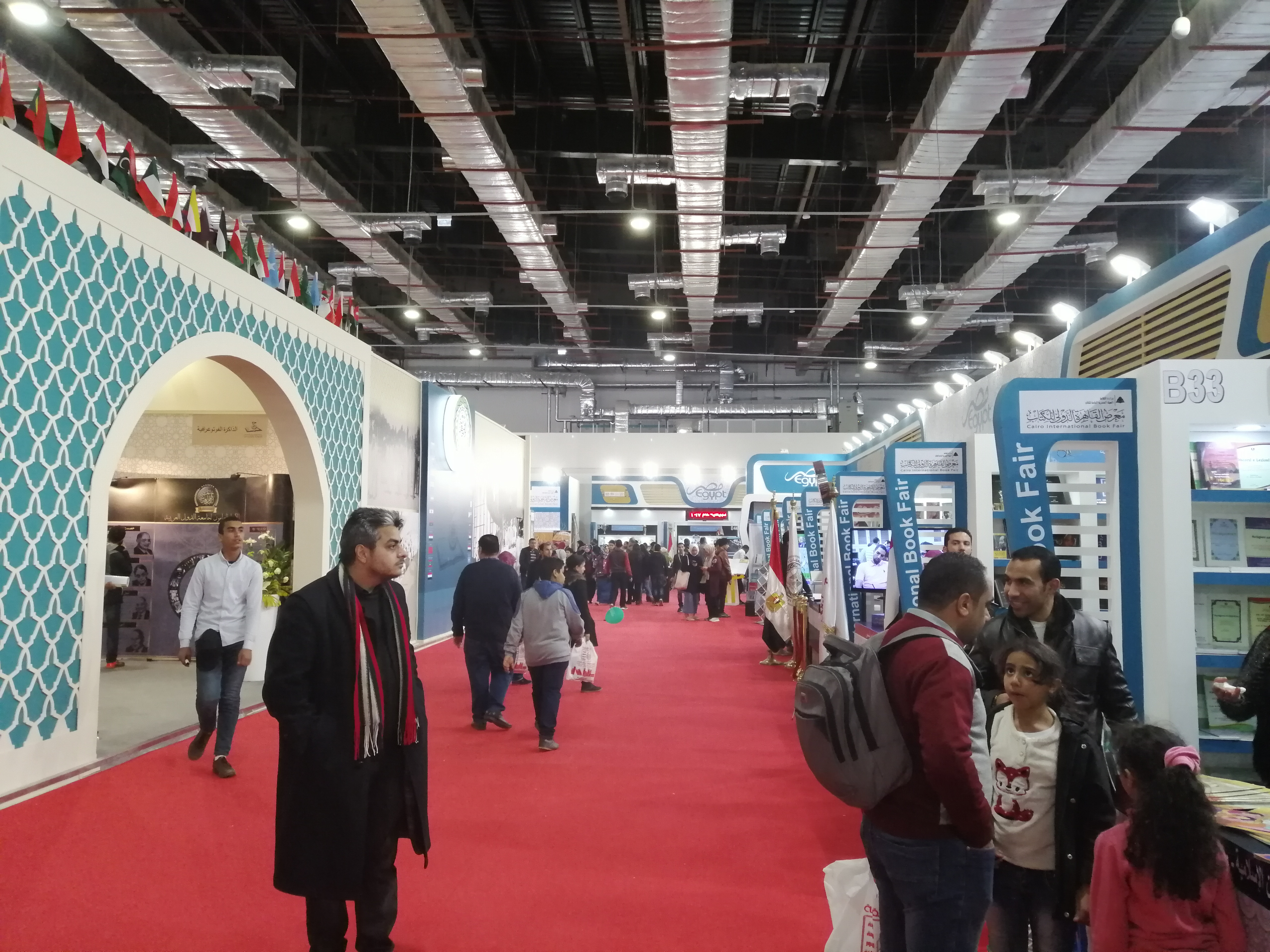
المعرض عام 2019 بمقره الجديد.
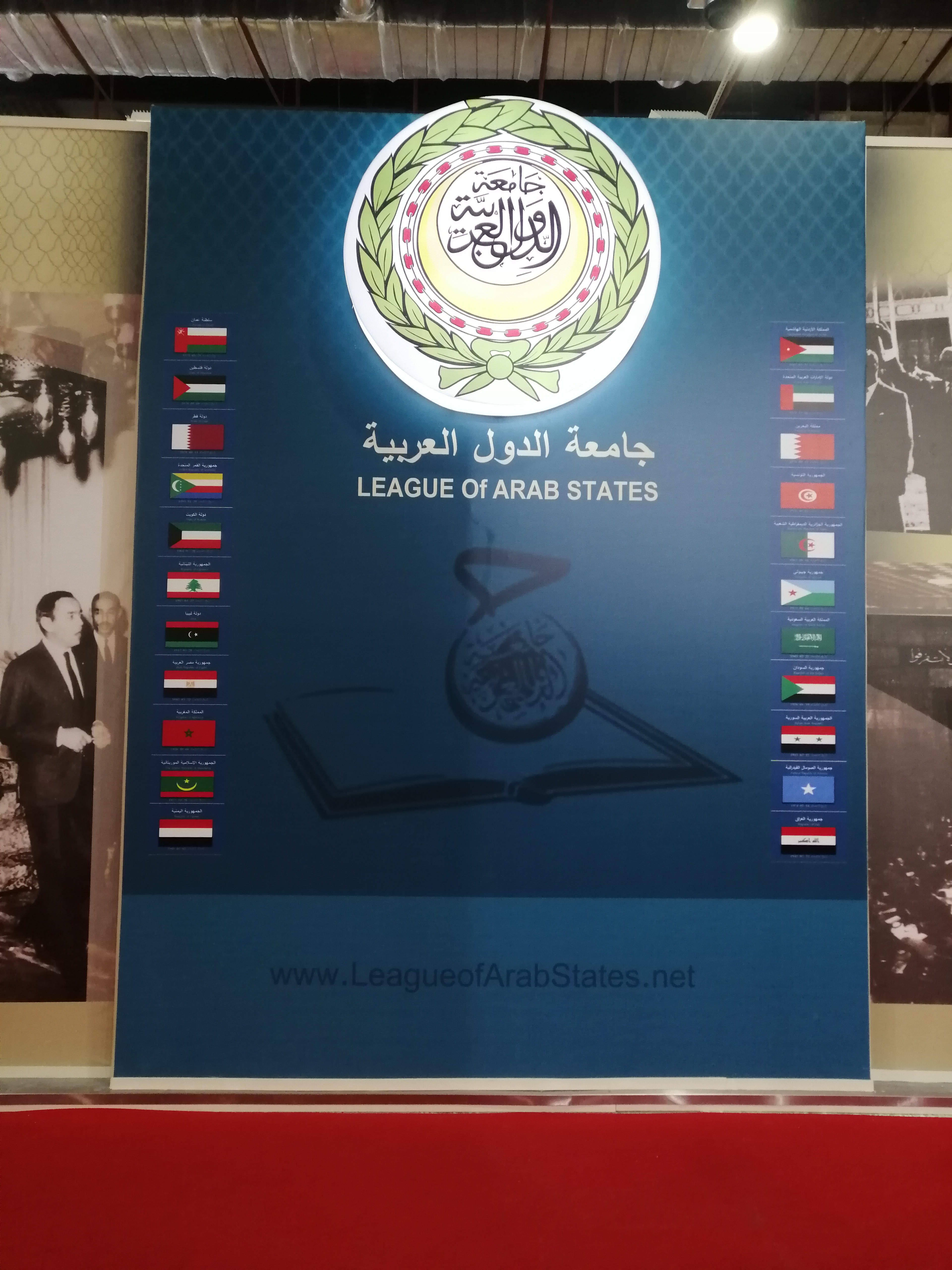
جامعة الدول العربية كانت ضيف الشرف للدورة الخمسين.
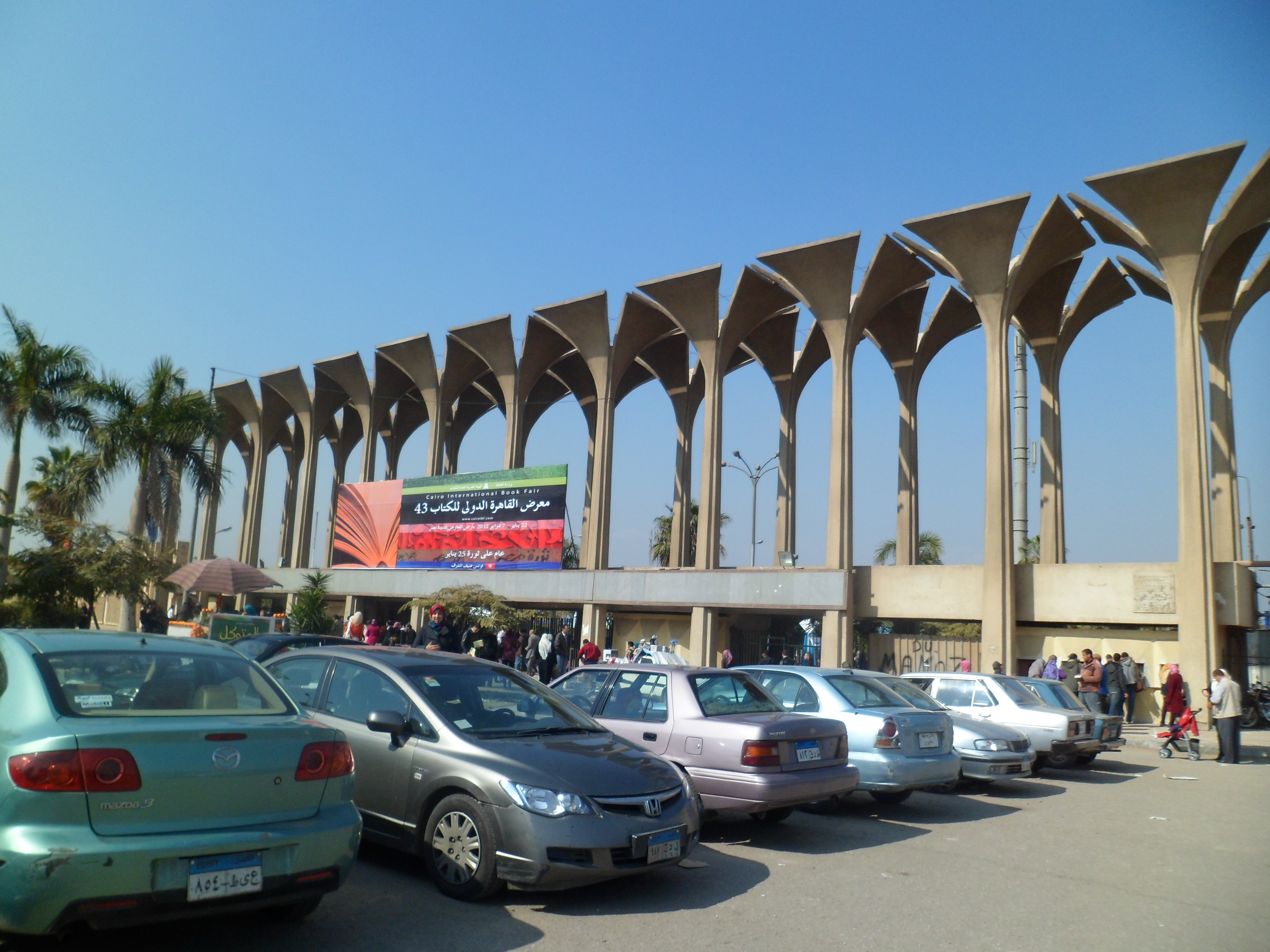
بوابة المعرض الرئيسية عام 2012 في أرض المعارض بمدينة نصر.
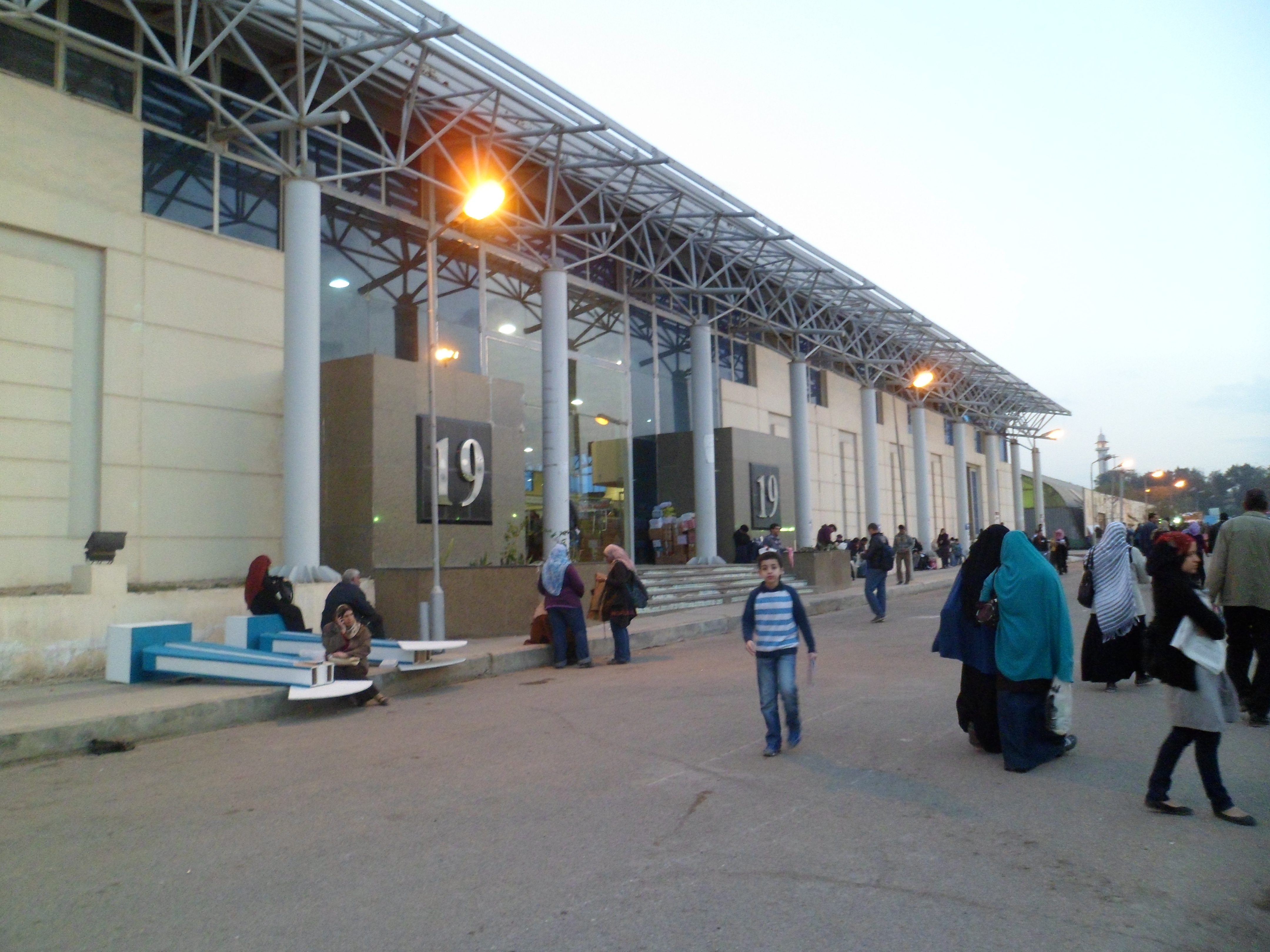
جناح 19 داخل المعرض عام 2012.
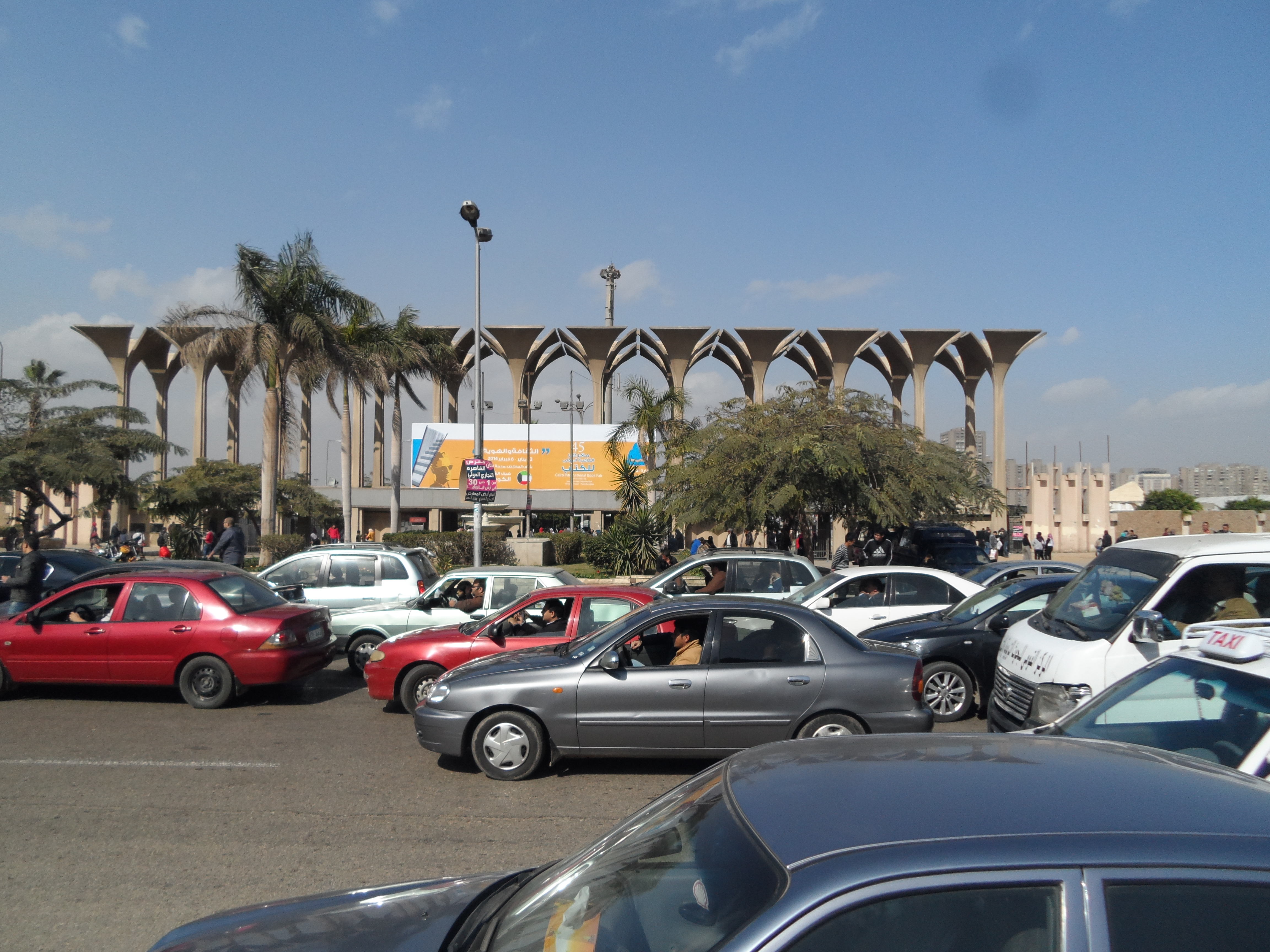
بوابة المعرض الرئيسية عام 2014.